# Aeroportul Las Higueras
Aeroportul Las Higueras (IATA: RCU, ICAO: SAOC) este un aeroport din Provincia Córdoba, Argentina ce deservește zona Río Cuarto. Aeroportul a fost tranzitat în decembrie 2022 de 2.188 de pasageri.
Situat la o altitudine de 420 m, aeroportul dispune de o singură pistă. Este operat de Aeropuertos Argentina⁠(d).